# 메모장 (소프트웨어)
메모장(notepad 노트패드[*])은 1985년의 윈도우 1.0부터 시작하여 모든 버전의 마이크로소프트 윈도우에 포함된 단순한 문서 편집기이다. 실행 파일은 notepad.exe이다.

## 개요
메모장은 일반적인 플레인 텍스트 전용 편집기이다. 메모장으로 만든 파일들은 보통 .txt 확장자로 저장이 되고, 태그나 스타일같은 포맷을 가지고 있지 않으며, 도스 환경에서 쓰일 수 있는 시스템 파일을 편집하기에 적합하게 만들어 준다.
한 가지 눈에 띄는 점은 어떠한 종류의 포맷도 지원하지 않는다는 것이다. 문자열을 웹 페이지에서 복사해 와서 메모장이 아닌 다른 워드 프로세서에 붙이면, 그 포맷과 임베디드 메타데이터는 텍스트와 함께 따라오며 제거하기가 쉽지 않다. 그러나 웹 사이트의 문자열을 메모장에 붙이고, 메모장에서 다시 복사하면, 메모장은 웹 사이트에서 사용하였던 모든 포맷을 제거해 준다.
메모장은 거의 대부분의 포맷의 파일을 편집할 수 있지만 유닉스 스타일의 텍스트 파일을 올바르게 다루지는 못한다. 반면 워드패드는 유닉스 스타일의 텍스트 파일을 다룰 수 있다. 자세한 것은 새 줄을 참조하라.
초기의 메모장 버전은 문자열 찾기와 같은 가장 기본적인 기능만 제공하였다. 더 새로운 버전의 윈도우는 문자열 바꾸기 기능(Ctrl+H 키)을 포함하여 메모장의 업데이트된 버전을 제공한다. 윈도우 95, 윈도우 98, 윈도우 미, 윈도우 3.1에 포함된 오래된 버전들은 편집할 수 있는 파일 크기가 64 킬로바이트로 제한되어 있었다.
윈도우 95까지, Fixedsys가 메모장에서 사용할 수 있는 유일한 글꼴이었다. 윈도우 NT 4.0과 윈도우 98은 이 글꼴을 바꿀 수 있는 기능이 도입되었다. 윈도우 2000과 윈도우 XP는 기본 글꼴이 루시다 콘솔로 바뀌었다.
윈도우 미까지 키보드 바로 가기 키가 거의 없었고 줄 수를 세는 기능도 없었다. 윈도우 2000부터 새로 만들기, 열기, 저장에 대한 바로 가기 키가 추가되었고, 상태 표시줄에 줄 수를 표시하였다. 줄 수를 보이게 하려면, 자동 줄 바꿈 기능이 꺼져 있어야 한다.
윈도우 NT 기반의 윈도 버전에서 메모장은 유니코드 텍스트 파일(UTF-8, UTF-16에 해당한다. UTF-16의 경우, 리틀 엔디안과 빅 엔디안 둘 다 지원한다. (자세한 내용을 보려면, 엔디안을 참조하라.) 그뿐 아니라 전통적인 8비트 텍스트 파일을 편집할 수 있다.
메모장은 내장 "EDIT"라는 이름의 윈도우 클래스를 사용할 수 있다.
메모장은 또한 단순 로그 기능이 내장되어 있어서 파일이 열릴 때마다 새로운 시간표를 간단히 삽입할 수 있다.
이 기능을 사용하려면, 텍스트 파일의 첫 줄에 .LOG를 놓으면 된다.
메모장은 최근까지 윈도우에서만 실행할 수 있는 응용 프로그램이었지만, 이제는 오픈 소스 리엑트OS 운영 체제에서도 문제 없이 돌아간다. 리엑트OS에 들어 있는 이 프로그램은 와인에서 가져온 것이며, GNU 약소 일반 공중 사용 허가서 하의 오픈 소스로 되어 있다.
윈도우 11에는 다크 모드를 추가되었다가, 23H2 이후, 다중 편집창(탭)을 추가되어, 저장하지 않는 임시 저장을 지원된다.

## 유니코드 감지
윈도우 2000, XP에 들어 있는 윈도우 NT 버전의 메모장은 유니코드 파일이 바이트 순서 표식을 분실했다 해도 이러한 유니코드 파일을 감지하는 기능이 추가되어 있다. 이를 수행하기 위해, 메모장은 윈도우 API 함수 IsTextUnicode()를 사용한다. 그러나 이 함수는 완전하지 않아서 어떠한 소문자 ASCII 텍스트를 UTF-16으로 잘못 감지하는 문제가 있다. 그러므로 메모장은 "aaaa aaa aaa aaaaa"와 같은 구문이 포함된 텍스트를 2바이트 유니코드 텍스트 파일로 해석하여 유니코드 방식으로 문자열을 보여 주려고 한다. 중국어 글꼴이 설치되어 있다면, 중국어 문자가 나타날 것이다.
일부 사람들은 이 문제를 이스터 에그로 오해하기도 한다. 패턴을 맞추는 많은 구문("this app can break", "bush hid the facts" 등) 은 웹 상에서 날조된 것으로 보인다. 전문가들은 이를 유니코드 감지 알고리즘으로 추정하고 있다.

## 이진 파일

바이너리 파일을 메모장으로 연 모습의 일부. 글자가 깨져 보인다.

메모장으로 이진 파일을 열었을 때 화면이 깨진다. 메모장으로는 텍스트 파일만 정보의 훼손 없이 수정 및 저장이 가능하다. 이진 파일의 수정을 위해서는 일반적으로 헥사 에디터 등의 소프트웨어를 사용한다.

## 같이 보기
- 워드패드
- 마이크로소프트 워드
- Bush hid the facts
- gedit